# Batuan-Brücke
Die Batuan-Brücke (chinesisch 岜团桥, Pinyin Bātuán qiáo) liegt in Batuan im Autonomen Kreis Sanjiang der Dong, Liuzhou, Guangxi, China. Sie wurde 1910 erbaut, ist 50 Meter lang und überbrückt den Miao-Fluss (Miao Jiang 苗江).
Die überdachte Holzbrücke ist zweistöckig, der Korridor oben ist für die Menschen, der unten für die Zugtiere.
Die Brücke steht seit 2001 auf der Liste der Denkmäler der Volksrepublik China (5-378).